# Joe Moses (Fußballspieler)
Joe Moses (* 22. Mai 2002 in Port Vila) ist ein vanuatuischer Fußballspieler.

## Karriere

### Verein
Auf Vereinsebene spielt Moses derzeit seit mindestens 2022 für den ABM Galaxy FC.

### Nationalmannschaft
Mit der U23 von Vanuatu nahm er von August bis September 2023 an der ozeanischen Qualifikationsphase für das Turnier der Olympischen Sommerspiele 2024 teil und kam hierbei mit seinem Team bis ins Halbfinale. Beim 3:1-Gruppenspielsieg gegen die Mannschaft von Samoa erzielte er zwei Treffer.
Am 9. Juni 2023 debütierte er bei einer 1:3-Niederlage gegen den Libanon im Rahmen des Intercontinental Cup 2023 für die A-Nationalmannschaft, als er zur 70. Minute für Azariah Soromon eingewechselt wurde. Später im Jahr 2023 folgte eine Teilnahme an den Pazifikspielen 2023, bei denen er mit seinem Team Vierter wurde. Bei der Ozeanienmeisterschaft 2024 kam er mit seinem Team bis ins Finale, in dem man gegen Neuseeland mit 0:3 unterlag.